# Smashing Drive
Smashing Drive è un simulatore di guida arcade pubblicato nel 2000 da Gaelco. È stato convertito nel 2002 per GameCube e Xbox. Ne esiste inoltre una versione per Game Boy Advance pubblicata nel 2004. A seguito degli attentati dell'11 Settembre, nelle conversioni per console sono state rimosse le Torri Gemelle dallo sfondo iniziale e rimpiazzate da due edifici generici.
Il videogioco unisce caratteristiche di Radikal Bikers con elementi di Crazy Taxi.

## Modalità di gioco
È strutturato in tre livelli base (Easy, Medium e Hard) ciascuno di essi composto da tre schemi, e da un livello finale, chiamato Reward. Il gioco prevede inoltre livelli bonus in caso di punteggi particolarmente alti. In ogni livello del gioco si trovano dei power-up che hanno lo scopo di agevolare la vittoria, e cioè ad arrivare a destinazione prima del taxi avversario e soprattutto prima dello scadere del tempo.

### I power-up
Vi sono diversi power-up, come crash, con cui si distruggono le altre auto,  sonic, che potenzia il suono del clacson fino alla distruttività, bigfoot, che trasforma il taxi in un monsterjam, cutter che permette di scoprire nuove scorciatoie, time che aggiunge tempo al timer, e bonus, che aggiunge punti alla fine della corsa.